# Juxhin Xhaja
Juxhin Xhaja (Tirana, 24 maggio 1990) è un arbitro di calcio albanese.

## Carriera
Il 1º ottobre 2016 esordisce nel secondo livello del campionato calcistico albanese, la Kategoria Superiore, dirigendo Vllaznia-Skënderbeu. Dopo tre anni, nel 2019, viene promosso e comincia a dirigere partite della Kategoria e Parë, la massima serie.
In ambito nazionale ha diretto diverse finali: il 12 agosto 2018 quella della Superkupa Shqiptar Skënderbeu-Laçi, terminata 3-2. Ha inoltre diretto le finali di Kupa e Shqipërisë delle edizioni 2020-2021, 2021-2022 e 2023-2024.
Nel 2018 diventa arbitro affiliato a UEFA e FIFA: il suo esordio da internazionale avviene il 15 ottobre, quando dirige San Marino U21-Croazia U21. Nella stagione 2018-2019 debutta nelle qualificazioni di Europa League, e nella 2021-2022 in quelle di Champions League. Il 13 ottobre 2022 esordisce invece nella fase a gironi della Conference League, e nella stagione seguente in Europa League.